# Episcada comstocki
Episcada comstocki är en fjärilsart som beskrevs av Fox 1945. Episcada comstocki ingår i släktet Episcada och familjen praktfjärilar. Inga underarter finns listade i Catalogue of Life.